# Roberto Duarte Silva

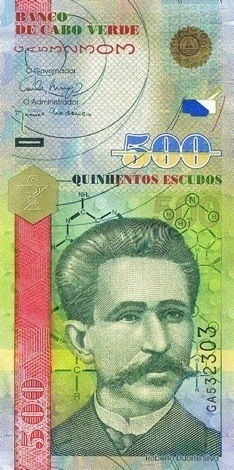
Die 500-Escudos-Banknote von Kap Verde trägt das Porträt Duarte Silvas

Roberto Duarte da Silva (* 1837 in Ribeira Grande, Santo Antão; † 1889 in Paris) war ein kapverdischer Chemiker.
Roberto Duarte Silva begann im Alter von 14 Jahren als Lehrling in einer Apotheke. Später kam er nach Lissabon. Er arbeitete dort in der Farmácia Azevedo und studierte an der Escola de Farmácia. Für einige Jahre lebte er in Macau und Hongkong, wo er eine eigene Apotheke führte. 1863 ging er nach Paris. Er schloss dort sein Physikstudium ab und arbeitete dann in Laboratorien, unter anderem bei Charles Adolphe Wurtz und mit Charles Friedel. Zugleich lehrte er an der École des mines de Paris, der École centrale des arts et manufactures und der École supérieure de physique et de chimie industrielles de la ville de Paris. Schließlich war er selbst wissenschaftlich tätig, insbesondere auf dem Feld der Organischen Chemie. Auf Reisen durch Mitteleuropa suchte er Anregungen für die von ihm als zu theoretisch empfundene französische Chemikerausbildung.
Duarte Silva wurde von der französischen Académie des Sciences 1885 mit dem Prix Jecker ausgezeichnet. 1887 wurde er Präsident der Société Chimique de France. Er war Professor des Chemikers Charles Lepierre, der sich 1888 auf seine Anregung hin in Portugal niederließ.